# الكسندر راندال
الكسندر راندال (بالإنجليزية: Alexander Randall)‏ (و. 1819 – 1872 م) هو محام، ودبلوماسي، وسياسي من الولايات المتحدة الأمريكية ولد في أميس.
وهو عضو في الحزب الجمهوري. شغل منصب الحاكم السادس لولاية ويسكونسن من عام 1858 حتى عام 1861. كان له دور أساسي في تعبئة وتنظيم أول فرقة متطوعين من ولاية ويسكونسن لجيش الاتحاد خلال الحرب الأهلية الأمريكية.